# Peristedion ecuadorense
Peristedion ecuadorense és una espècie de peix pertanyent a la família dels peristèdids.

## Descripció
- Fa 16 cm de llargària màxima.[5][6]

## Hàbitat
És un peix marí i batidemersal que viu fins als 472 m de fondària.

## Distribució geogràfica
Es troba a l'Atlàntic occidental central: davant les costes de Carolina del Sud (els Estats Units) i Surinam.

## Observacions
És inofensiu per als humans.